# Pierre Wijnnobel
Pierre Jean Carel Wijnnobel (Leiden, 5 augustus 1916 – Amsterdam, 9 januari 2010) was een Nederlands componist, tekstdichter en musicus.
Hij werd vooral bekend door de vele liedjes die hij schreef. Zijn bekendste eigen compositie was "Ik wil klappermelk met suiker" van The Amboina Serenaders. Ook maakte hij succesvolle vertalingen, zoals Een muis in een molen van Rudi Carrell, Willem, word wakker van The Butterflies, Zeg niet nee van The Fouryo's en In de bus van Bussum naar Naarden van The Skymasters.
Wijnnobel speelde zelf basgitaar en trombone in verschillende jazzbands, waaronder The Ramblers en The Moochers. Later had hij jarenlang zijn eigen orkest. Tot op hoge leeftijd runde hij ook een Bed and Breakfast hotel aan de Vossiusstraat in Amsterdam. Hij overleed op 93-jarige leeftijd.